# 两家子水库
两家子水库是中国吉林省长春市农安县境内的一座水库，位于伊通河支流两家子河上，建于1974年。水库正常库容为437万立方米，集雨面积为150平方千米，海拔为172.1米。